# Вуктильський міський округ
Вукти́льський міський округ (рос. Вуктыл городской округ, комі Вуктыл каркытш) — адміністративна одиниця Республіки Комі Російської Федерації.
Адміністративний центр — місто Вуктил.

## Населення
Населення району становить 12042 особи (2017; 14873 у 2010, 18349 у 2002, 28398 у 1989).
Національний склад (станом на 2010 рік):
- росіяни — 9986 осіб (67,14 %)
- комі — 1489 осіб (10,01 %)
- українці — 1142 особи (7,68 %)
- татари — 220 осіб (2,49 %)
- білоруси — 195 осіб (1,48 %)
- чуваші — 161 особа (1,08 %)
- німці — 105 осіб (0,71 %)
- азербайджанці — 33 особи (0,22 %)
- інші — 1542 особи

## Адміністративно-територіальний поділ
На території району 1 міське поселення та 4 сільських поселень:
| Поселення                         | Площа, км² | Населення, осіб (1989) | Населення, осіб (2002) | Населення, осіб (2010) | Центр         | Населені пункти |
| --------------------------------- | ---------- | ---------------------- | ---------------------- | ---------------------- | ------------- | --------------- |
| Вуктильське міське поселення      | 16454,90   | 19510                  | 14472                  | 12356                  | Вуктил        | 1               |
| Дутовське сільське поселення      | 2433,55    | 3040                   | 1960                   | 1315                   | Дутово        | 4               |
| Лемтибозьке сільське поселення    | 614,23     | 598                    | 405                    | 228                    | Лемтибож      | 1               |
| Підчерське сільське поселення     | 1268,99    | 2759                   | 1190                   | 776                    | Підчер'є      | 2               |
| Усть-Соплеське сільське поселення | 1913,28    | 2491                   | 322                    | 198                    | Усть-Соплеськ | 3               |

## Найбільші населені пункти
| № | Населений пункт | Населення, осіб (1989) | Населення, осіб (2002) | Населення, осіб (2010) |
| - | --------------- | ---------------------- | ---------------------- | ---------------------- |
| 1 | Вуктил          | 19 510                 | 14 472                 | 12 356                 |
| 2 | Дутово          | 1 854                  | 1 321                  | 957                    |
| 3 | Підчер'є        | 2 357                  | 1 038                  | 710                    |
| 4 | Лемтибож        | 598                    | 405                    | 228                    |
| 5 | Лемти           | 622                    | 388                    | 221                    |